# Diocesi di Belesasa
La diocesi di Belesasa (in latino Dioecesis Belesasensis) è una sede soppressa e sede titolare della Chiesa cattolica.

## Storia
Belesasa, nell'odierna Algeria, è un'antica sede episcopale della provincia romana di Numidia.
Unico vescovo conosciuto di questa diocesi africana è Servus Belesasensis, il cui nome appare al 106º posto nella lista dei vescovi della Numidia convocati a Cartagine dal re vandalo Unerico nel 484; Servo, come tutti gli altri vescovi cattolici africani, fu condannato all'esilio.
Dal 1933 Belesasa è annoverata tra le sedi vescovili titolari della Chiesa cattolica; dal 22 maggio 2021 il vescovo titolare è Pius Sin Hozol, vescovo ausiliare di Busan.	

## Cronotassi

### Vescovi residenti
- Servo † (menzionato nel 484)

### Vescovi titolari
- Gaston Hains † (28 agosto 1964 - 31 ottobre 1968 succeduto vescovo di Amos)
- Jesús Humberto Velázquez Garay † (10 febbraio 1983 - 28 aprile 1988 nominato vescovo di Celaya)
- Héctor Miguel Cabrejos Vidarte, O.F.M. (20 giugno 1988 - 7 marzo 1998 dimesso)
- Joseph Angelo Grech † (27 novembre 1998 - 8 marzo 2001 nominato vescovo di Sandhurst)
- Joachim Mbadu Kikhela Kupika † (13 marzo[2] 2001 - 12 marzo 2019 deceduto)
- Pascual Limachi Ortiz (16 aprile 2019 - 10 febbraio 2021 nominato prelato di Corocoro)
- Pius Sin Hozol, dal 22 maggio 2021